# 氏家守棟
氏家守棟。出生於1534年（天文3年），卒於1591年（天正19年），是日本戰國時代、安土桃山時代的武將。是為最上氏家臣，父親是氏家定直。

## 生涯
擁有謀略的才能，深受最上義光的信任。在討伐天童氏、白鳥氏時提供了許多策略。將天童氏所屬的猛將延澤滿延拉攏過來的人正是守棟。
1581年，攻略鮭延秀綱所鎮守的真室城，守棟此次也是使用拉攏，拉攏到了秀綱的重臣庭月廣綱，秀綱因此大失戰意，不久降伏。
1591年逝世，由於長子氏家光棟在十五里原之戰戰死，氏家家家督便由表兄弟成澤道忠之子氏家光氏所繼承。

## 關連
- 最上義光
- 氏家定直